# هامچتو مایگا
هامچتو مایگا (انگلیسی: Hamchétou Maïga؛ زادهٔ ۲۵ آوریل ۱۹۷۸) بازیکن زن بسکتبال اهل مالی بود. وی در بازی‌های المپیک تابستانی ۲۰۰۸ شرکت کرده‌است.